# Nigel Hasselbaink
Nigel Hasselbaink (Ámsterdam, Países Bajos, 21 de noviembre de 1990) es un exfutbolista surinamés que jugaba de delantero.

## Clubes
| Club                       | País         | Año       |
| -------------------------- | ------------ | --------- |
| PSV Eindhoven              | Países Bajos | 2009-2010 |
| Go Ahead Eagles (cedido)   | Países Bajos | 2010      |
| Hamilton Academical F. C.  | Escocia      | 2010-2011 |
| Saint Mirren F. C.         | Escocia      | 2011-2012 |
| St. Johnstone F. C.        | Escocia      | 2012-2014 |
| Veria F. C.                | Grecia       | 2014-2015 |
| Hamilton Academical F. C.  | Escocia      | 2015      |
| S. B. V. Excelsior         | Países Bajos | 2015-2017 |
| Hapoel Ironi Kiryat Shmona | Israel       | 2017-2018 |
| Hapoel Be'er Sheva         | Israel       | 2018-2020 |
| Bnei Sakhnin F. C.         | Israel       | 2020-2021 |
| AFC Amsterdam              | Países Bajos | 2023-2024 |

## Vida personal
Es el sobrino del exdelantero internacional neerlandés Jimmy Floyd Hasselbaink.